# تصريف الأفعال الهولندية
هذه المقالة توضح تصريف أفعال اللغة الهولندية.

## طبقات الأفعال
هناك طريقتين مختلفتين لتجميع الأفعال الهولندية: حسب طبقة التصريف وطبقة الاشتقاق. هذان النوعان من التجميع ليسا منفصلين عن بعضهما، ولكنهما يصفان الجوانب المختلفة لتصريف الفعل، وبالتالي يكمل كل منهما الآخر.